# Cnephasia conspersana
Cnephasia conspersana is een vlinder uit de familie bladrollers (Tortricidae). De wetenschappelijke naam is voor het eerst geldig gepubliceerd in 1846 door Douglas.
De soort komt voor in Europa.